# Amedeo Herlitzka
Amedeo Herlitzka (Trieste, 26 dicembre 1872 – Torino, 12 luglio 1949) è stato un fisiologo italiano.

## Biografia
Docente all'università di Torino dal 1909, durante la prima guerra mondiale presiedette l'Istituto per gli esami psicofisici degli aviatori e successivamente ottenne la direzione dell'Istituto Angelo Mosso.
Si occupò di fisiologia della vista e dei muscoli, inventando accurati strumenti tra cui il pletismografo.
In seguito all'adozione delle leggi razziali fasciste del 5 settembre 1938, in quanto ebreo dovette lasciare l'insegnamento ed emigrò in Sudamerica.